# Jati Mulyo (Dendang)
Jati Mulyo is een bestuurslaag in het regentschap Tanjung Jabung Timur van de provincie Jambi, Indonesië. Jati Mulyo telt 613 inwoners (volkstelling 2010).